# Стефан Лакапин
Стефан Лакапин е византийски император, съвладетел с баща си Роман I и братята си.

## Живот
След като през 920 година Роман I Лакапин се възкачва на трона, провъзгласява за съимператори и кесари синовете си Христофор Лакапин, Константин Лакапин и Стефан.
Стефан и Константин дълго остават под „сянката“ на баща си Роман и брат си Христофор. След неговата смърт през 931 двамата братя трябва да станат истински императори на засилващата се империя, но Роман Лакапин спира това. С неговата политика на съсредоточаване на властта в неговите ръце Лакапин спира дори законният владетел Константин VII (син на Лъв VI Философ).
През 944 след дворцов преврат Стефан, Константин VII Багрянородни и Константин Лакапин свалят Роман от власт и го пращат в манастир. Така във властта остават само те тримата. През 945 Стефан и Константин са също свалени и единствен император е Константин VII.